# یانیس کلمنتیا
یانیس کلمنتیا (انگلیسی: Yannis Clementia؛ زادهٔ ۵ ژوئیهٔ ۱۹۹۷) بازیکن فوتبال است.
از باشگاه‌هایی که در آن بازی کرده‌است می‌توان به باشگاه فوتبال نیس اشاره کرد.
وی همچنین در تیم ملی فوتبال مارتینیک بازی کرده‌است.